# Бордс ъф Канада
Бордс ъф Канада (на английски: Boards of Canada) е шотландска електронна група, чиито членове са братята Майкъл Сендисън (роден на 1 юни 1970) и Маркъс Оуън (роден на 21 юли 1971). Според малкото известна информация за миналото им, групата е създадена през 1987 година, но въпреки дългата им история, Бордс ъф Канада имат само три официално издадени албума: „Music Has the Right to Children“, „Geogaddi“ и „The Campfire Headphase“. Звученето на тяхната музика улавя духа на седемдесетте и осемдесетте години чрез множеството семпли от стари телевизионни програми, филми и документални записи. Изключително редките им публични изяви и интервюта допринасят за мистериозната аура, която обгръща групата. Звукозаписните компании, които издават Бордс ъф Канада са Warp Records, Skam Records и Music70.

## Ранните Бордс ъф Канада (1970 – 1995)
Майкъл Сендисън и Маркъс Оуън се занимават с музика още от ранна възраст. Тъй като родителите им са музиканти, те започват да свирят на различни инструменти и да експериментират със звукозаписни техники още преди да са навършили 10 години. Използвайки касетофони и магнетофони, те аранжират и наслагват части от ленти с различни записи върху свои собствени композиции. Въпреки че правят музика като деца, групата Бордс ъф Канада започва своето съществуване доста по-късно.
В началото групата има доста свободен състав и през нея преминават около четиринадесет души като основни членове, както и неизвестен брой гост-музиканти и съмишленици.
Бордс ъф Канада твърдят, че са започнали да гледат по-сериозно на музиката си през 1987 г. Според техните собствени думи:
В началото експериментирахме без да си задаваме въпроси и с каквито средства разполагахме. След това започнахме да работим с други музиканти и с истински инструменти, което направи музиката ни по-сложна. Допреди пет години [1993] звучахме доста по-готик, много по-близко до експериментален рок, от време на време с вокали. Въпреки това вече бяме се насочили към електронната музика; семплирахме собствените си инструменти. После се завърнахме към нещо по-близко до оригиналния дух на нещата: просто и инстинктивно, с единствената разлика, че вече можехме да използваме всички чудеса на дигиталните технологии. Така беше много по-лесно за нас да експериментираме и да правим това, което искаме.
До 1989 г. съставът на групата вече се е редуцирал единствено до Майкъл и Маркъс. През 1990 работят по различни музикални и филмови проекти заедно с колектива Hexagon Sun. През 2000 година официалният сайт на групата премахва информацията за ранната дискография на Бордс ъф Канада, но част от тази информация е съхранена от фенове. Самите албуми обаче е почти невъзможно да бъдат открити в какъвто и да е формат. Съдейки по факта, че официалните източници на групата дори не споменават за съществуването на тези издания, е много малко вероятно те някога да бъдат преиздадени.

## Бордс ъф Канада следTwoism(след 1995)
Албумът „Twoism“ излиза през 1995 чрез техния собствен лейбъл Music70. Представлява самостоятелно финансирано издание във вид на аудио касета и винил и именно то привлича вниманието на Skam Records към Бордс ъф Канада. Оригиналното издание на Music70 е рядкост (съществуват само 100 копия), но през 2002 година „Twoism“ е преиздаден на винил и като компакт диск от Warp Records. Това го превръща в официалното издание, съдържащо най-ранни записи на Бордс ъф Канада. Въпреки това, за първо публично достъпно издание на групата се счита EP-то „Hi Scores“, издадено от Skam Records през 1996. Дотогава музиката им се е разпространявала в ограничени тиражи (обикновено във формат на аудио касети) и предимно сред техни приятели и роднини.
За истински дебют на Бордс ъф Канада се смята техния албум „Music Has the Right to Children“, издаден през 1998 едновременно от Skam Records и Warp Records. Поради характерния си стил и цялостно звучене на нещо много старо и същевременно изпреварило времето си, този албум създава на групата множество верни фенове. Албумът съчетава красиви мелодии от привидно не добре настроени аналогови синтезатори, странни и смущаващи гласове, смътно напомнящи за нещо познато, както и превърналият се в запазена марка на групата хармоничен, но и нестабилен, „повреден“ звук. „Music Has the Right To Children“ привлича и вниманието на критиката. Много западни музикални издания го нареждат сред най-значимите електронни и психеделични албуми на двадесети век.
През лятото на 1998 групата участва в радио предаването на Джон Пийл по BBC Radio 1. Записите от техните изпълнения на живо в шоуто излизат по-късно като EP-то „Peel Session“, издадено от Warp Records.
Две години по-късно (2000) Бордс ъф Канада издават мини-албума „In a Beautiful Place Out in the Country“. Сред четирите композиции и изображенията на обложката на диска се откриват отправки към религиозни течения и култове, най-вече към Клонка Давидова. Звученето тук е доста по-меланхолично и представлява подходяща стъпка към клаустрофобичния, потискащ, доста по-сложен и мрачен звук на втория дългосвирещ албум на групата, наречен „Geogaddi“. Със своите плътни и наситени с хиляди малки детайли композиции, албумът успява да бъде едновременно красив и крайно смущаващ. Бордс ъф Канада споменават в интервюта, че в този албум са извели до крайност склонността си да вмъкват в музиката си завоалирани послания и отправки към събития и факти от миналото, както и да използват математически теории и принципи в процеса на композиране. Феновете на групата създават цели сайтове в Интернет, посветени на разгадаването на всички тайни, закодирани в музиката им.
През 2005 г. излиза третият албум на Бордс ъф Канада – „The Campfire Headphase“, който изненадва със завръщането на групата към китарния звук, но без да жертва характерните психеделични електронни пейзажи, познати от предходните им издания.
През 2006 групата издава EP-то „Trans Canada Highway“, което има доста бегли прилики със стила на последния им албум и набляга повече на електронното звучене. Първоначалната дата, определена за издаването му, е 6 юни 2006 (06.06.06), но от Warp Records променят първоначалното намерение и изтеглят дата една седмица по-рано. На сайта на компанията е дадено мъглавото обяснение, че това се налага поради „неочаквана сатанинска активност“ без други подробности.

## Дискография

### Ранни и редки издания
- Catalog 3 – 1987 (Music70). Аудио касета в ограничен тираж. Преиздаден на CD в ограничен тираж през 1997.
- Acid Memories – 1989 (Music70). Аудио касета в ограничен тираж.
- Closes Vol. 1 – 1992 (Music70). Аудио касета в ограничен тираж. Преиздаден на CD в ограничен тираж през 1997.
- Play By Numbers – 1994 (Music70). Аудио касета и компакт диск в ограничен тираж.
- Hooper Bay – 1994 (Music70). Ограничено издание 12" винил и касета.
- Random 35 Tracks Tape – 1994 (Music70) Аудио касета. Много рядко издание. Нямам обложка.
- A Few Old Tunes – 1996 (Music70) Аудио касета. Много рядко издание.
- Old Tunes Vol. 2 – 1996 (Music70) Аудио касета. Много рядко издание.
- Boc Maxima – 1996 (Music70). Аудио касета и компакт диск в ограничен тираж.

### Официални издания
- Twoism – 1995 (Music70). Аудио касета и винил. Ограничено издание. Преиздаден през 2002 г. от Warp Records.
- Hi Scores – 1996 (Skam Records). 12" винил.
- Aquarius – 1998 (Skam Records). 7" винил.
- Music Has the Right to Children – 1998 (Warp/Skam). CD, 2xLP.
- Peel Session – 1999 (Warp Records). 12" винил, CD.
- In a Beautiful Place Out in the Country – 2000 (Warp/Music70). 12" винил, CD.
- Geogaddi – 2002 (Warp/Music70). 3xLP, CD.
- The Campfire Headphase – 2005 (Warp). 2XLP, CD.
- Trans Canada Highway – 2006 (Warp). 12" бял винил, CD.
- Tomorrow's Harvest – 2013 (Warp). 2XLP, CD.